# Lampranthus multiradiatus
Lampranthus multiradiatus é uma espécie de planta com flor pertencente à família Aizoaceae. 
A autoridade científica da espécie é (Jacq.) N.E.Br., tendo sido publicada em The Gardeners' Chronicle: a weekly illustrated journal of horticulture and allied subjects. ser. 3 87(2255): 212. 1930.

## Portugal
Trata-se de uma espécie presente no território português, nomeadamente em Portugal Continental e no Arquipélago dos Açores.
Em termos de naturalidade é introduzida nas duas regiões atrás indicadas.

## Protecção
Não se encontra protegida por legislação portuguesa ou da Comunidade Europeia.